# Дебра Монк
Дебра Монк (англ. Debra Monk; нар. 27 лютого 1949) — американська акторка, співачка і сценаристка, яка домоглася найбільшого успіху завдяки виступам на бродвейській сцені.

## Життєпис
Дебра Монк народилася в Міддлтоні, штат Огайо в США і в 1973 році закінчила Державний університет Фростберг. Першу популярність вона здобула як співавторка і актриса мюзиклу 1982 року «Pump Boys and Dinettes», зазначеного номінацією на премію «Тоні». У 1988 році вона отримала театральну премію «Драма Деск» за мюзикл «Oil City Symphony».
Монк за свою кар'єру чотири рази номінувалася на премію «Тоні», вигравши одну статуетку в 1993 році, за п'єсу «Redwood Curtain». Також вона виграла три премії «Драма Деск» і «Обі» за різні ролі. Монк також виборола премії «Еммі» в категорії «Найкраща запрошена актриса в драматичному серіалі» в 1999 році, за роль в телесеріалі «Поліція Нью-Йорка».
На додаток до кар'єри на сцені, Монк знялася в більш як тридцяти кінофільмах і чотирьох десятках телевізійних шоу, граючи ролі другого плану. У неї були значущі ролі у фільмах «Адвокат Диявола» (1997), «Дикуни» (2007) і «Далі живіть самі» (2014 року).
На телебаченні у неї були другорядні ролі в телесеріалах «Таємниці Ніро Вульфа», «Поліція Нью-Йорка», «Анатомія Грей», «Сутичка» і «Моцарт у джунглях». Також вона з'явилася в серіалах «Закон і порядок», «Відчайдушні домогосподарки», «Шукач», «Брати і сестри» та «Красуні в Клівленді».

## Фільмографія
- Прелюдія до поцілунку (1992)
- Консьєрж (1993)
- Безстрашний (1993)
- Телевікторина (1994)
- Мости округу Медісон (1995)
- Джефрі (1995)
- Безрозсудна (1995)
- Постіль з троянд (1996)
- Місіс Вінтерборн (1996)
- Сутність вогню (1996)
- Клуб перших дружин (1996)
- Крайні заходи (1996)
- Вхід та вихід (1997)
- Адвокат Диявола (1997)
- Булворт (1998)
- Авансцена (2000)
- Убити Едгара (2003)
- Мілвокі, штат Міннесота (2003)
- Перевертні (2004)
- Темна вода (2005)
- Продюсери (2005)
- Дикуни (2007)
- Великий Бак Ховард (2008)
- Кохання та інші обставини (2009)
- Мільйон для чайників (2011)
- Дуже небезпечна штучка (2012)
- Відірвіть (2013)
- Далі живіть самі (2014 року)
- Підлий Піт (2015—2017) — Конні Персікоф